# Søren Mørch
Søren Mørch (født 2. december 1933 i København, død 24. januar 2024) var en dansk historiker. Han var udlært sølvsmed.

## Lektor
Fra 1966 - 2004 var Mørch lektor i historie ved Odense Universitet, som skiftede navn til Syddansk Universitet i 1998. Han underviste bl.a. i kildekritik og historisk metode.

## Skribent
Han skrev en lang række bøger: 24 statsministre om Danmarks statsministre, som senere blev opdateret i en ny bog med titlen "25 statsministre – 25 fortællinger om magten i Danmark i det tyvende århundrede", og "Den sidste Danmarkshistorie", hvori han argumenterer for, at det Danmark vi kender, ikke længere er det samme. Han flytter trykket fra Parkens fodboldslagsang "og det var Danmark" til "og det VAR Danmark.
Har også skrevet "Den Danske Bank" sammen med Per H. Hansen. Bogen udkom i 1997 året efter bankens 125-års jubilæum.

## Politik og privatliv
Mørch deltog jævnligt i den offentlige debat. På trods af at Mørch var socialdemokrat, kritiserede han ofte tidligere statsminister Poul Nyrup Rasmussen. Det fremgår af bogen 2004 om Nyrup og igen i værket 24 statsministre. Mørch var gift med den socialdemokratiske politiker Ritt Bjerregaard fra 1966 til hendes død i 2023. Parret fik ikke børn.

## Udmærkelser og andet
Søren Mørch modtog i 2003 Danmarks Radios Rosenkjærpris.
I 2005 var hans Verden som den er nomineret til Årets historiske bog, der uddeles af Dansk Historisk Fællesråd. Bogen endte dog på sidstepladsen. I 2009 var han nomineret med Store forandringer og Vældige ting, der nåede fjerdepladsen.
Han var medlem af Det Danske Gastronomiske Akademi.